# Пихтово
Пихтово — посёлок в Великоустюгском районе Вологодской области.
Входит в состав Ломоватского сельского поселения, с точки зрения административно-территориального деления — в Ломоватский сельсовет.
Расстояние по автодороге до районного центра Великого Устюга — 135 км, до центра муниципального образования Ломоватки — 25 км. Ближайшие населённые пункты — Илатовская, Большой Ерогодский Починок.
По переписи 2002 года население — 91 человек (42 мужчины, 49 женщин). Преобладающая национальность — русские (97 %).